# Błatska
Błatska (bułg. Блатска) – wieś w Bułgarii, w obwodzie Błagojewgrad, w gminie Chadżidimowo. Według danych szacunkowych Ujednoliconego Systemu Ewidencji Ludności oraz Usług Administracyjnych dla Ludności, 15 grudnia 2018 roku miejscowość liczyła 655 mieszkańców.